# جاده انقلابی (رمان)
جاده انقلابی (انگلیسی: Revolutionary Road) نخستین رمان نویسندهٔ آمریکایی ریچارد ییتس دربارهٔ زندگی حومه‌ای دهه ۱۹۵۰ در ساحل شرقی است. این رمان در سال ۱۹۶۲ به همراه تبصره ۲۲ و زائر سینما فینالیست جایزه ملی کتاب شد. این رمان هنگامی که در سال ۱۹۶۱ منتشر شد، مورد تحسین منتقدان قرار گرفت و نیویورک تایمز آن را «به زیبایی ساخته‌شده… کتابی قابل توجه و عمیقاً رنج‌آور» توصیف کرد. در سال ۲۰۰۵، این رمان توسط تایم به‌عنوان یکی از ۱۰۰ رمان برتر انگلیسی‌زبان از سال ۱۹۲۳ تا به امروز انتخاب شد.
اقتباسی سینمایی از این کتاب با بازی لئوناردو دی‌کاپریو، کیت وینسلت و کتی بیتس به کارگردانی سم مندس و نویسندگی جاستین هیث در سال ۲۰۰۸ منتشر شد.